# Wildkamperen

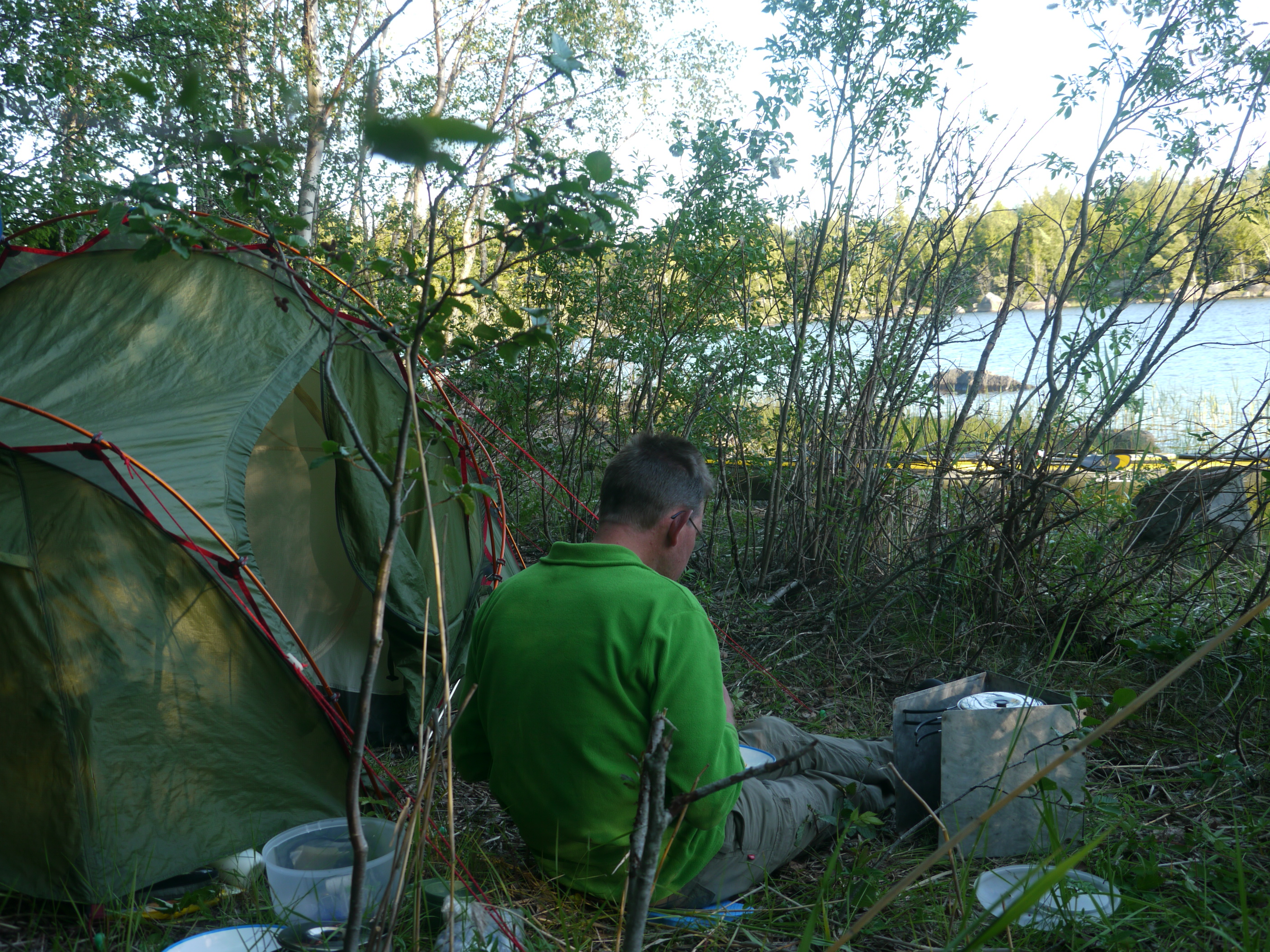
Wildkamperen aan de rand van een meertje in West-Finland

Wildkamperen is een vorm van kamperen op niet daarvoor aangewezen locaties (dus niet op een camping). In veel Europese landen is wildkamperen verboden bij de wet. De gedachte hierbij is dat wildkamperen tot overlast kan leiden. Sommige mensen laten namelijk hun afval achter op de plaats waar ze gekampeerd hebben als er geen voorzieningen zijn. Ook kan de zichtbare aanwezigheid van kampeerders andere recreanten storen. De boete voor wildkamperen is in Nederland €150 (2022). Daar kunnen nog andere boetes bijkomen zoals het zich 's nachts of buiten de paden in het bos bevinden. Staatsbosbeheer had als alternatief paalkampeerplaatsen, maar die zijn in 2020 afgeschaft. In eerste instantie werden ze tijdelijk gesloten vanwege de coronamaatregelen, maar daarna zijn de borden en waterpompen definitief verwijderd vanwege overlast en vandalisme waar men al jaren mee kampte. Alleen enkele particuliere paalkampeerplaatsen in Oost-Nederland bestaan nog. In België  en enkele andere landen zoals  Denemarken zijn wel nog dergelijke locaties. Bij een bord met de regels is gratis verblijf onder primitieve omstandigheden, vaak midden in de natuur, toegestaan.
In dunbevolkte gebieden is wildkamperen vaak algemeen toegestaan. In Noorwegen, Zweden en Finland is wildkamperen onder voorwaarden toegestaan op grond van het zogenoemde allemansrecht. Op de Britse Eilanden is wildkamperen mogelijk als er toestemming is van de landeigenaar. In Schotland is het zelfs officieel toegestaan. Turkije is voor een groot deel erg dunbevolkt. Wildkamperen is er legaal en een veelgebruikte manier om het land te verkennen. In de Verenigde Staten kan in alle National Forests (federale bossen) wild worden gekampeerd.